# Liste der Baudenkmäler in Wallerfangen
In der Liste der Baudenkmäler in Wallerfangen sind alle Baudenkmäler der saarländischen Gemeinde Wallerfangen nach ihren Ortsteilen aufgelistet. Grundlage ist die Veröffentlichung der Landesdenkmalliste im Amtsblatt des Saarlandes vom 22. Dezember 2004 und die aktuelle Teildenkmalliste des Landkreises Saarlouis in der Fassung vom 9. August 2017.

## Bedersdorf
| Lage                   | Bezeichnung                                       | Beschreibung | Bild |
| ---------------------- | ------------------------------------------------- | --- | ---- |
| Margarethenstraße Lage | Katholische Kirche St. Margaretha                 | Der schlichte Saalbau wurde 1732 erbaut und 1776 erweitert. Hinter dem Langhaus steht ein Turm mit romanischen Elementen, er stammt aber vom Anfang des 19. Jahrhunderts. Das Langhaus mit Eckquaderung besitzt 4 Fensterachsen mit Rundbogenfenstern. Der eingezogene Chor besitzt eine Fensterachse. Das barocke Portal mit Pilasterrahmung wird von einem Gebälk mit Rundbogen abgeschlossen. Darüber sitzt ein Kreuz. Die Ausmalung der Kirche stammt aus dem Jahr 1954. |      |
| Margarethenstraße Lage | Kreuzkapelle, Kriegergedächtniskapelle, Wegekreuz | Die kleine Kapelle ist ein offener Bau mit kleinem Satteldach. Man betritt die Kapelle über einen Rundbogen. Im Inneren steht ein kleiner Altar mit Kreuzigungsgruppe. Sie wurde Anfang des 19. Jahrhunderts erbaut und nach dem Zweiten Weltkrieg zur Gedenkstätte für die Opfer von Krieg und Gewaltherrschaft umgebaut. |      |

## Düren
| Lage                         | Bezeichnung                                          | Beschreibung | Bild |
| ---------------------------- | ---------------------------------------------------- | --- | ---- |
| Brunnenstraße 2 Lage         | Borrenhaus (Brunnenhaus)                             | Das Wohnhaus stammt aus der Zeit um 1810/20 |      |
| Schlossstraße Lage           | Schlosskapelle Unsere Liebe Frau von Lourdes         | Die Liebfrauenkirche ist ein Neubau aus den Jahren 1884 bis 1886 und wurde nach Entwürfen von Carl Friedrich Müller errichtet. Die kleine Saalkirche wurde im neugotischen Stil errichtet und besitzt zwei Fensterachsen. Das Portal mit Spitzbogen sitzt unter einer kleinen Fensterrose. Darüber sitzt ein Giebelreiter mit Glocke. Das Innere wird von zwei Jochen mit Kreuzrippengewölben untergliedert. Der Chor mit geradem Abschluss besitzt ebenfalls ein Kreuzrippengewölbe und nimmt einen neugotischen Hochaltar auf. Die Ausmalung der Kirche stammt aus dem Jahr 1955. |      |
| Schlossstraße 22 (nach) Lage | Wegekreuz, Kriegerdenkmal                            | Das Wegekreuz stammt aus der zweiten Hälfte des 19. Jahrhunderts. |      |
| Schlossstraße 31 Lage        | Schloss mit Wirtschaftsgebäuden und Umfassungsmauern | Der siebenachsige Putzbau mit Mansarddach wurde um 1760 von Johann Baptist de Bely für Claude Ignace de Bely erbaut. In der mittleren Achse des Barockgebäudes befindet sich das Portal mit Freitreppe. Unter Denkmalschutz stehen auch die hohe Umfassungsmauer aus Bruchsteinen und die Wirtschaftsgebäude. Der Baukörper erhebt sich über einem schmalen Sockel. Die Fassade wird von Geschossgesimsen und Ecklisenen gegliedert. Segmentbogenfenster mit betontem Schlussstein bilden die Fensterachsen. Das Portal besitzt ein Oberlicht mit flachem Rundbogen.                |      |

## Gisingen
| Lage                   | Bezeichnung                       | Beschreibung | Bild |
| ---------------------- | --------------------------------- | --- | ---- |
| Zum Scheidberg 9 Lage  | Bauernhaus                        | Erbaut um 1730 |      |
| Zum Scheidberg 11 Lage | Bauernhaus (heute „Haus Saargau“) | Das Lothringerhaus wurde 1730 als typisches Bauernhaus der Region erbaut. Es ist ein klassisches Einhaus mit Wohntrakt, Scheune und Stall. Über dem zweiten Geschoss befindet sich ein Drempelgeschoss mit kleinen Fenstern. Das Haus ist heute Sitz des Lothringischen Bauernmuseums. |      |
| Zum Scheidberg 30 Lage | Bauernhaus                        | Erbaut im 18. Jahrhundert, umgebaut im 19. Jahrhundert |      |
| Zum Scheidberg 32 Lage | Bauernhaus                        | Erbaut im 18. Jahrhundert |      |

## Ihn
| Lage                               | Bezeichnung                                | Beschreibung | Bild |
| ---------------------------------- | ------------------------------------------ | --- | ---- |
| Am Hirnberg Lage                   | Wegekreuz                                  | Errichtet 1838 |      |
| Am Hohberg Lage                    | Katholische Kirche St. Hubertus            | Ältester Teil der Kirche ist der romanische oder gotische Turm, der 1616 restauriert wurde. Das Langhaus stammt aus der Zeit 1726 bis 1732 und wurde 1836 verlängert. Die Saalkirche besitzt einen Rechteckchor. Die flache Decke mit Gemälde und Stuckelementen wird auf den Langseiten von Hohlkehlen getragen. Die Kirche ist reich ausgestattet mit Gemälde und Figuren, sowie Barockaltären und einer barocken Kanzel. |      |
| Rammelfangerstraße, Mühlenweg Lage | Wegekreuz                                  | Errichtet 1719, erneuert 1854 |      |
| Rothweg Lage                       | Wegekreuz                                  | Errichtet 1719, erneuert 1838, eingeweiht 1839 |      |
| Weinbachstraße Lage                | Wegekreuz                                  | Errichtet im 18. Jahrhundert, 1918 umgestaltet |      |
| Zum Hatzenbüsch 3 Lage             | Bauernhaus                                 | Erbaut 1804 |      |
| Zum Hatzenbüsch 3 (gegenüber) Lage | Wegekreuz                                  | Erbaut 1716, 1818 umgestaltet |      |
| Zum Hatzenbüsch 19 Lage            | Bauernhaus mit Tonnengewölbe im Kellerhaus | Das Bauernhaus wurde im 18. Jahrhundert erbaut und in den Jahren 1920/40 umgebaut. |      |
| Zum Hatzenbüsch 21 Lage            | Wohnstallhaus                              | Erbaut im 18. Jahrhundert |      |

## Ittersdorf
| Lage                             | Bezeichnung                          | Beschreibung | Bild |
| -------------------------------- | ------------------------------------ | --- | ---- |
| Saarlouiser Straße Lage          | Katholische Kirche St. Martin        | Von dem ursprünglichen Kirchenbau aus dem ersten Viertel des 18. Jahrhunderts ist nur ein Joch des Schiffes und der Ostturm erhalten. Das heutige Gebäude wurde 1927/28 nach Plänen des Trierer Architekten Peter Marx erbaut. Die Pseudobasilika wird im Mittelschiff von einem Tonnengewölbe mit Netzstruktur überspannt, genauso wie der Rechteckchor mit Apsis, in der ein Hochaltar Platz findet. Auffällig ist das Portal mit Zwerchhaus, das den Giebel des Langhauses bildet. Hier sind drei schlichte sandsteingerahmte Portale nebeneinander gelegt, deren halbrundes Oberlicht deutlich kürzer ist als die Breite der Türen. |      |
| Saarlouiser Straße 1 Lage        | Bürgermeisterei, Wohn- und Schulhaus | Erbaut 1882 |      |
| Saarlouiser Straße 68 Lage       | Bauernhaus                           | Erbaut im 18. Jahrhundert, um 1850 erbaut. |      |
| Saarlouiser Straße 93 (bei) Lage | Wegekreuz                            | Errichtet 1838 |      |
| Villinger Straße                 | Wegekreuz                            | Errichtet 1870/80 |      |

## Leidingen
| Lage               | Bezeichnung                     | Beschreibung | Bild |
| ------------------ | ------------------------------- | --- | ---- |
| Kirchenstraße Lage | Katholische Kirche St. Remigius | Ältester Teil der Kirche ist der Turm, dessen unterer Teil aus dem Jahr 1530 stammt und im Erdgeschoss ein Kreuzrippengewölbe zeigt. Der Sallbau stammt aus dem Jahr 1742. Im gleichen Jahr erhielt der Turm auch seine heutige Haube. Auf der Giebelseite schlichtes Barockportal, darüber drei Rundbogenfenster und eine kleine Fensterrose. Auf der gegenüberliegenden Stirnseite angebauter Chor mit dreiseitigem Schluss. Auf den Langseiten geht die flache Decke über eine Hohlkehle in die Wände mit drei Achsen über. Die Wände des Chorraums und der Fußboden sind mit farbige Fliesen gestaltet. |      |

## Oberlimberg
| Lage              | Bezeichnung | Beschreibung | Bild |
| ----------------- | ----------- | --- | ---- |
| Dorfstraße 4 Lage | Meierhof    | Der zweigeschossige traufständige Putzbau wurde im ersten Viertel des 19. Jahrhunderts erbaut und zeigt noch barocke Elemente. Die 15 Fensterachsen sind in der dritten und letzten Achse durch ein Rundbogentor mit darüberliegendem Rundfenster unterbrochen. In der zwölften Achse befindet sich die Eingangstür mit profilierter Rahmung und gerader Verdachung mit einem Kreuz in einem rechteckigen Feld. |      |

## Rammelfangen
| Lage                         | Bezeichnung                                                                      | Beschreibung | Bild |
| ---------------------------- | -------------------------------------------------------------------------------- | --- | ---- |
| Landstraße 4 Lage            | Schloss Dusard de Vigneulle, Herrenhaus mit Wirtschaftsgebäuden, Umfassungsmauer | Das Herrenhaus ist ein einfacher Putzbau mit fünf Achsen mit hochrechteckigen Fenstern. Im Obergeschoss gliedern ein Sohlbankgesims unter den Fenstern und ein Geschossgesims darüber die Fassade. Das Haus wurde in der zweiten Hälfte des 18. Jahrhunderts erbaut und 1857 neu gestaltet. Die Umfassungsmauer wird von einem Tor mit Pilastern und gesprengtem Giebel unterbrochen. |      |
| Weingartstraße               | Waschbrunnen, um 1850 (Einzeldenkmal)                                            | Der Waschbrunnen wurde um 1850 erbaut und wird aus einer eigenen Quelle gespeist. Der schlichte Bau wird im Inneren von einem Tonnengewölbe aus Sandstein überwölbt. |      |
| Weingartstraße 12 Lage       | Hauskapelle St. Hubertus                                                         | Erbaut 1736 |      |
| Weingartstraße 12 (bei) Lage | Kapelle mit Kreuzigungsgruppe                                                    | Die Kapelle wurde 1854 erbaut, die Kreuzigungsgruppe stammt aus dem 18. Jahrhundert. |      |

## St. Barbara
| Lage                   | Bezeichnung       | Beschreibung | Bild |
| ---------------------- | ----------------- | --- | ---- |
| Schlossbergstraße Lage | Emilianus-Stollen | Der Emilianus-Stollen ist Teil eines römischen Kupferbergwerks am Steilhang des Saargaus und stammt aus dem 2./3. Jahrhundert n. Chr. Das gewonnene Kupfer diente wahrscheinlich der Herstellung von Wallerfanger Blau. Das Bergwerk besteht aus einem unteren und einem oberen Stollen, die durch Schächte verbunden sind. |      |

## Wallerfangen
| Lage                                          | Bezeichnung | Beschreibung | Bild |
| --------------------------------------------- | --- | --- | --- |
| Alicenstraße/Louisenstraße Lage               | Ensemble Adolphshöhe | Der Unternehmer und Abgeordnete Nicolas Adolphe de Galhau war von 1850 bis zu seinem Tode 1889 Bürgermeister von Wallerfangen. Er trieb in dieser Zeit insbesondere die städtebauliche Entwicklung der Gemeinde voran. Besonders am Herzen lag ihm die Verbesserung der schulischen Verhältnisse in Wallerfangen. Ab 1860 ließ er auf familieneigenem Gelände im Süden des Ortes eine städtebauliche Erweiterung anlegen. Zentrum wurde ein Rathausneubau mit Festplatz und drei Schulhäuser. Baubeginn war 1864, die Fertigstellung erfolgte 1874. | Der Unternehmer und Abgeordnete Nicolas Adolphe de Galhau war von 1850 bis zu seinem Tode 1889 Bürgermeister von Wallerfangen. Er trieb in dieser Zeit insbesondere die städtebauliche Entwicklung der Gemeinde voran. Besonders am Herzen lag ihm die Verbesserung der schulischen Verhältnisse in Wallerfangen. Ab 1860 ließ er auf familieneigenem Gelände im Süden des Ortes eine städtebauliche Erweiterung anlegen. Zentrum wurde ein Rathausneubau mit Festplatz und drei Schulhäuser. Baubeginn war 1864, die Fertigstellung erfolgte 1874. |
| Alicenstraße/Louisenstraße Lage               | Ensemble Adolphshöhe | Alicenstraße 2, Schule mit Lehrerwohnung, 1864/74 (Einzeldenkmal) | |
| Alicenstraße/Louisenstraße Lage               | Ensemble Adolphshöhe | Alicenstraße 4, Schule, 1864/74 (Einzeldenkmal) | |
| Alicenstraße/Louisenstraße Lage               | Ensemble Adolphshöhe | Louisenstraße, ehem. Rathaus (Einzeldenkmal): Der eingeschossige Putzbau wurde 1874 errichtet. Das Gebäude besitzt sieben Achsen, wobei die mittlere als Eingangsportal ausgelegt ist. An beiden Enden des Kernbaus springen kurze Gebäudeflügel hervor. Auf dem Satteldach sitzt zentral ein Dachreiter mit Uhr und hohem Spitzhelm. Eine farblich abgesetzte Eckquaderung und Keramikfriese schmücken den Bau. Die Friese umgürten den Baukörper und bilden die obere Rahmungen der Fenster. | |
| Alicenstraße/Louisenstraße Lage               | Ensemble Adolphshöhe | Louisenstraße 3, Schule, 1864/74 | |
| Hauptstraße/Schlachthausweg/Wallstraße Lage   | Ensemble Schloss und Park von Papen | Bereits im 15. Jahrhundert lag an dieser Stelle das Gut Niederhoffen. 1830 ging es an die Familie de Galhau. Nicolas Adolphe de Galhau ließ 1862 die bestehenden Bauten abreißen und errichtete einen neuen Gutshof. Ab 1864 wurde der Gartenarchitekt Seitz beauftragt, einen 25 ha großen Park im englischen Stil anzulegen. 1905 kam das Anwesen durch Heirat in den Besitz des späteren Reichskanzlers Franz von Papen. Das Schloss wurde 1944 zerstört. Erhalten sind nur die ehemaligen Wirtschaftsgebäude. | Bereits im 15. Jahrhundert lag an dieser Stelle das Gut Niederhoffen. 1830 ging es an die Familie de Galhau. Nicolas Adolphe de Galhau ließ 1862 die bestehenden Bauten abreißen und errichtete einen neuen Gutshof. Ab 1864 wurde der Gartenarchitekt Seitz beauftragt, einen 25 ha großen Park im englischen Stil anzulegen. 1905 kam das Anwesen durch Heirat in den Besitz des späteren Reichskanzlers Franz von Papen. Das Schloss wurde 1944 zerstört. Erhalten sind nur die ehemaligen Wirtschaftsgebäude.                                   |
| Hauptstraße/Schlachthausweg/Wallstraße Lage   | Ensemble Schloss und Park von Papen | Hauptstraße 11, Dreiflügeliges Wirtschaftsgebäude, 1863 (Einzeldenkmal) | |
| Hauptstraße/Schlachthausweg/Wallstraße Lage   | Ensemble Schloss und Park von Papen | Hauptstraße 11, Englische Parkanlage, 1864 von Seitz (Einzeldenkmal) | |
| Hauptstraße/Schlachthausweg/Wallstraße Lage   | Ensemble Schloss und Park von Papen | Hauptstraße 11, Räucherhaus, 19. Jh. (Ensemblebestandteil) | |
| Hauptstraße/Schlachthausweg/Wallstraße Lage   | Ensemble Schloss und Park von Papen | Hauptstraße 11, Hühnerhaus, um 1862 (Ensemblebestandteil) | |
| Hauptstraße/Schlachthausweg/Wallstraße Lage   | Ensemble Schloss und Park von Papen | Hauptstraße 11, Gärtnerei, 4. Viertel 19. Jh. (Ensemblebestandteil) | |
| Hauptstraße/Schlachthausweg/Wallstraße Lage   | Ensemble Schloss und Park von Papen | Hauptstraße 11, Pförtnerhaus, 4. Viertel 19. Jh. (Ensemblebestandteil) | |
| Hauptstraße/Schlachthausweg/Wallstraße Lage   | Ensemble Schloss und Park von Papen | Schlachthausweg 3, Nebengebäude und Gärtnerei, um 1830 (Ensemblebestandteil) | |
| Hauptstraße/Schlachthausweg/Wallstraße Lage   | Ensemble Schloss und Park von Papen | Wallstraße 2, Nebengebäude, 4. Viertel 19. Jh. (Ensemblebestandteil) | |
| Gartenstraße 2 Lage                           | ehemalige Synagoge, heute Neuapostolische Kirche | Als die 1838 erbaute ursprüngliche Synagoge einer Firmenerweiterung des Wallerfanger Betriebes der Firma Villeroy und Boch im Weg stand, übernahm die Firma die Kosten für eine neue Synagoge, die 1892 an der heutigen Stelle erbaut wurde. Durch die zurückgegangene Zahl der jüdischen Gemeindemitglieder wurde die Synagoge vor 1935 aufgegeben und zunächst als Lagerhaus benutzt. 1945 wurde das Gebäude an die Synagogengemeinde Saar zurückgegeben. 1950 wurde das Synagogengebäude durch die Neuapostolische Kirche gepachtet und 1956 käuflich erworben. Seitdem ist es Zentrum der Neuapostolischen Kirchengemeinde Wallerfangen. Der kleine Saalbau mit einem flachen Sattelbach hatte auf der Ostseite eine kleine Apsis, in der der Toraschrein ruhte. Auf der Langseite sind zwei Fensterachsen mit Rundbogenfenstern. Der ursprüngliche Eingang lag auf der Stirnseite unter einem Rundbogenfenster. Er wurde inzwischen verlegt, das Fenster blieb erhalten. Der Putzbau ist mit Eckquadern geschmückt. | |
| Hauptstraße 1 Lage                            | ehem. Bahnhofsempfangsgebäude | Der zweigeschossige Ziegelsteinbau mit Satteldach wurde 1897 errichtet. Im Erdgeschoss sind Rundbogenfenster, im ersten Obergeschoss Fenster mit geradem Abschluss verbaut. Die Sohlbänke werden von Konsolen gestützt. Ein Geschossgesims trennt in der Fassade Erd- und Obergeschoss. | |
| Hauptstraße 12 Lage                           | Villa Fayence mit dreiflügeligem Wirtschaftsgebäude | Die dreigeschossige Villa wurde 1834/35 über quadratischem Grundriss errichtet. Der dreigeschossige Baukörper erhebt sich über einem hohen Sockelgeschoss mit Gesims. Das zweite Obergeschoss ist als Mezzanin ausgeführt. Die Fenster im ersten Obergeschoss sind durch ein Sohlbankgesims verbunden und haben eine gerade, profilierte Verdachung. Alle Fenster sind mit einer profilierten Rahmung versehen. | |
| Hauptstraße 26/Ecke Villeroystraße Lage       | Gasthaus Goldener Schwan mit Ausstattung | 1897 erbaut, abgerissen 2011 | |
| Hauptstraße 30 Lage                           | Wohnhaus mit Stallausbau, | Der schlichte zweigeschossige Bau mit vier Achsen wurde um 1750 errichtet und wird von einem Mansardkrüppelwalmdach gekrönt. Ein Stallanbau mit Satteldach wurde inzwischen ausgebaut. | |
| Hauptstraße 32 Lage                           | Wohnhaus mit Nebengebäude | Der traufständige zweigeschossige Putzbau wurde 1739 errichtet. Das barocke Gebäude besitzt ein Mansardwalmdach. Die Geschosse sind durch Gesimse getrennt, Ecklisenen lockern den Baukörper optisch auf. Segmentbögen schließen die geraden Fenster nach oben ab, die Mansardfenster besitzen Dreiecksgiebel. Der Eingang ist profiliert gerahmt. Über einer geraden Verdachung sitzt ein Rechteckfeld mit ovalem Fenster. | |
| Hauptstraße 58 und 60 Lage                    | Schloss Villeroy, Neben- und Wirtschaftsgebäude | Der hohe eingeschossige Ziegelsteinbau wurde in der zweiten Hälfte des 20. Jahrhunderts errichtet und ist durch eine Eckquaderung aus Sandstein und ein Geschossgesims gegliedert. Das rustizierte Sockelgeschoss besitzt kleine längsrechteckige Fenster. Die Tür sind in der mittleren der drei Achsen der Straßenseite. Auffällig ist das an der Traufe geschwungen auskragende Mansarddach mit Stützbalken. | |
| Hauptstraße 63 Lage                           | Schloss Villeroy de Galhau, Nebengebäude, Mauer mit Tor, Garten und Park, Orangerie, Gewächshaus, Gemüsegarten mit Mauer, Gärtnerhaus, Schuppen, Pförtnerhaus, Remise | Das zweigeschossige Wohnschloss wurde 1794 für Lasalle de Bombon en Brie errichtet. An der Nordseite wurde in der Mitte des 19. Jahrhunderts ein Anbau errichtet. Die Nebengebäude stammen aus der Zeit um 1850. Das Schloss ist streng gegliedert. Ein Mittelrisalit mit fünf Fensterachsen nimmt in der mittleren das Portal auf. Darüber ein von Konsolen getregener Balkon mit schmiedeeisernem Geländer. Die beiden zurückgesetzten Gebäudeteile nehmen je drei Fensterachsen auf. Die hochrechteckigen Fenster sind von farbig abgesetzten Wandflächen getrennt. Breite Ecklisenen betonen die Ausmaße des Gebäudes. Ein breites Traufgesims schließt den Baukörper oben ab, unten wurde ein hohes Sockelgeschoss angelegt. Kassetten trennen die Fenster vertikal. | |
| Haus Sonnental o. Nr. Flur 27, Flurstück 46/1 | Jugendkirche St. Michael | Erbaut 1965 von Karl Rösinger (Wadgassen) | |
| Hof Limberg Lage                              | sog. Fußfälle | Reste von Kreuzwegstationen, 1722–1727 von Pierrar de Corail und dessen Schülern gestaltet, in der Französischen Revolution von Revolutionsaktivisten geschändet | |
| Hof Limberg Lage                              | Kreuzigungsgruppe | 1840 von Louis Villeroy in Auftrag gegeben | |
| Hof Limberg Lage                              | Wallfahrtskapelle | 1827 erbaut | |
| Hof Limberg Lage                              | Herrenhaus, Wirtschaftsgebäude, Brunnen, Wege | Erbaut 1827 | |
| Hospitalstraße 5 Lage                         | St. Nikolaus-Hospital mit Hospitalkapelle | Das Krankenhaus wurde in den Jahren 1883 bis 1885 errichtet. Der langgezogene T-förmige Bau besitzt einen Mittelrisalit mit fünf Fensterachsen, von denen die mittlere gesondert vorspringt. Auf der nördlichen Giebelseite wurde eine kleine Kapelle angebaut. Die neoromanische Kapelle besitzt vier Fensterachsen und ein Rundfenster im dreiseitig geschlossenen Chor. Wände und Decken sind reich ausgemalt. Die Joche werden von Kreuzrippengewölben gebildet. | |
| Hospitalstraße 5 Lage                         | Schwarzes Schloss | Das Schloss wurde 1843 durch den Grafen Guilleminot erbaut und später von der Familie de Galhau erworben. Es wurde Kinderheim der Adolphe von Galhausschen Sophienstiftung. | |
| Saarstraße Lage                               | Salmshaus | Fünfachsiger, zweigeschossiger Putzbau. Das heutige Wohnhaus wurde in der ersten Hälfte des 19. Jahrhunderts als Halfenhaus erbaut. | |
| Villeroystraße Lage                           | Katholische Kirche St. Katharina und St. Barbara | St. Katharina und St. Barbara wurde 1862 nach Entwürfen des Architekten Franz Georg Himpler erbaut. 1977/78 wurde das Gotteshaus einer Restaurierung unterzogen. Dabei wurde die Empore erweitert und der Chor mit dreiseitigem Schluss umgebaut. Die neugotische Basilika gliedert sich in ein Mittelschiff und zwei niedrigere Seitenschiffe mit fünf Jochen mit Kreuzrippengewölben. Mittel- und Seitenschiffe sind durch Spitzbögen getrennt. | |
| Villeroystraße 3 Lage                         | Schloss Fabvier oder Altes Schloss | Das Fabviersche Schloss wurde für Nicolas Villeroy erbaut. Der axialsymmetrische, zweigeschossige Putzbau ist mit einem Krüppelwalmdach gedeckt. In der mittleren Achse befindet sich der Eingang. Über den mittleren drei Achsen befindet sich im Dach ein Zwerchhaus mit drei Fenstern und eisernem Balkon. Im dreieckigen Giebel befindet sich ein Rundfenster. | |